# Humor
Humor is het vermogen om iets wat als grappig, amusant of geestig wordt ervaren aan te voelen, te waarderen of tot uitdrukking te brengen, meestal door te lachen. Humor kan ook een aanduiding zijn van de expressie van iets komisch of grappigs in woord, daad of geschrift.
Er bestaan meerdere vormen van humor. Grappen zijn verhalen of vooropgezette situaties met een bedoelde humoristische of geestige strekking.

## Humor als fenomeen
Humor is een zeer subjectief fenomeen. Wat de één hilarisch vindt, is voor een ander flauw, ongepast of onbegrijpelijk. Individuele verschillen spelen een belangrijke rol, zoals verschillen in cultuur, leeftijd en opleidingsniveau, alhoewel ook hier geen algemene lijn kan worden getrokken. Zo houden kinderen bijvoorbeeld van slapstick, een eenvoudige en grove vorm van humor, terwijl volwassenen juist satire meer waarderen zullen, maar zijn er veel volwassenen die met slapstick kunnen lachen en kinderen die een satirische voorstelling van iets of iemand waar ze mee vertrouwd zijn als humoristisch kunnen ervaren.
Sommige vormen van humor, meestal rond taboes of gevoelige thema's, worden niet door iedereen amusant gevonden. Soms is dit louter een kwestie van een slecht gekozen moment en/of de smaak en ethische grenzen van het publiek. Bepaalde komieken en moppentappers kunnen de intentie hebben om deze gespreksonderwerpen bespreekbaarder te maken en spanningen weg te nemen. Andere komieken willen vooral hun publiek choqueren of kwaad maken. Aangezien de reactie van het publiek onvoorspelbaar is, zijn zwarte humor of beledigende grappen soms zeer riskant.

## Aanleidingen voor (elementen van) humor
Humor kan in de volgende situaties optreden:
- Bij plotselinge opluchting of vermindering van spanning.
- Bij een onverwachte (of verrassende) wending of een onverwacht antwoord op een bepaalde vraag of een ontknoping.
- Bij sterke incongruentie, dit wil zeggen: als twee gedachten of zaken op een lijn worden geplaatst, die qua betekenis of emotionele inhoud sterk van elkaar verschillen. Dit aspect komen we bijvoorbeeld bij een woordspeling tegen. Onverwachtheid en incongruentie zijn ook door de Franse filosoof Henri Bergson als kernelementen van humor benadrukt. Over dit laatste aspect was er discussie tussen John Morreall en Robert Latta op een meer theoretisch vlak.[2][3]
- Als vorm van leedvermaak, dit wil zeggen als anderen fouten maken, zich dom of onhandig gedragen of pech hebben. Het voorbeeld van de clown sluit hierbij aan. Ook de Belgen- en Nederlandermop kunnen gezien worden als een variant hierop. Een overheersend element van veel grappen is dat er een slachtoffer in voorkomt. Degene die de grap ondergaat kan het slachtoffer zijn, zoals in de zogenaamde "practical joke". Ook kan dit een personage in de grap zijn, zoals iemand die over een bananenschil uitglijdt, maar evenzo de verteller, een "typetje", uitgebeeld door een cabaretier of een clown.

## Soorten en stijlen

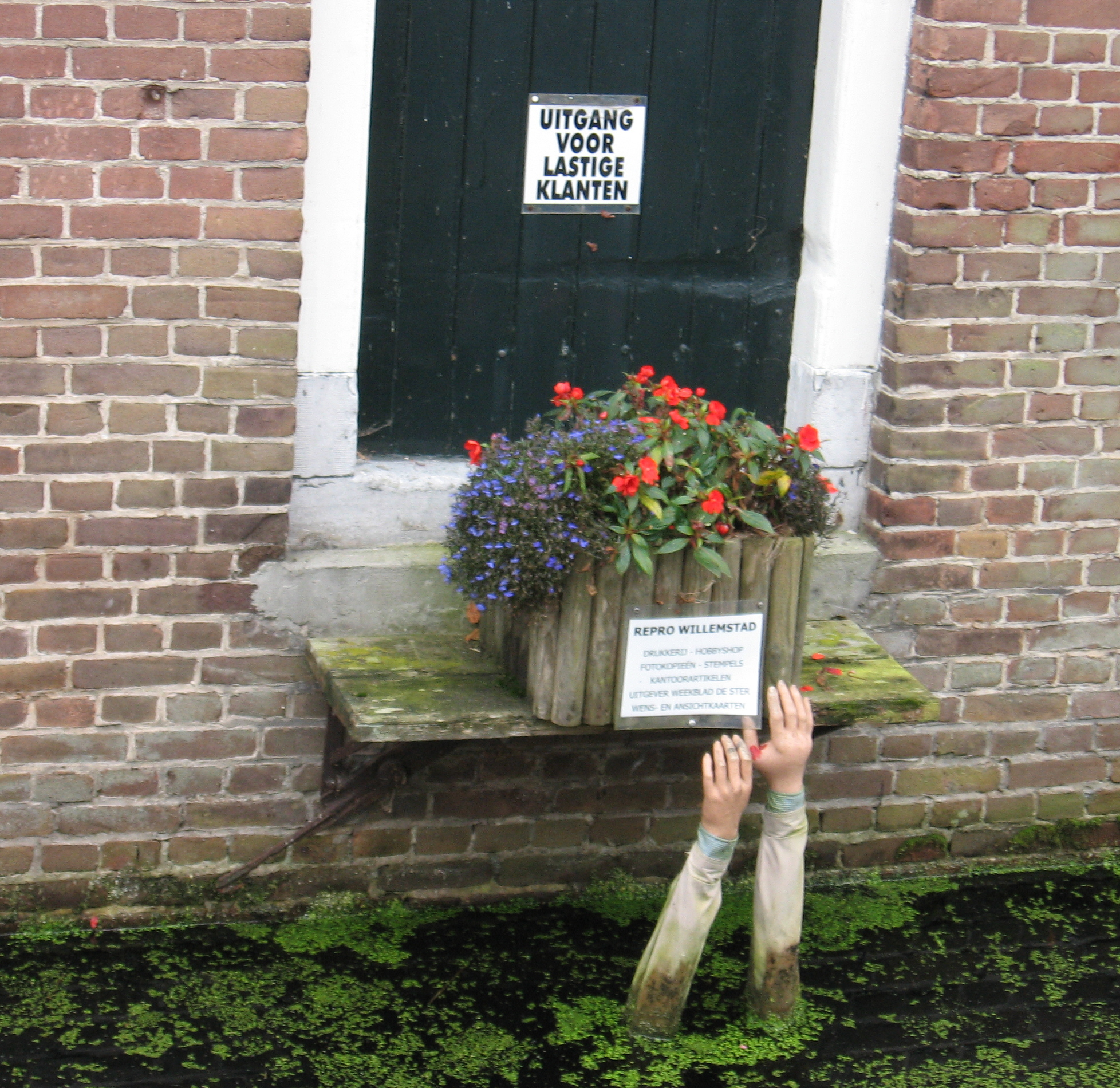
"Uitgang voor lastige klanten", daaronder twee handen die uit het water steken

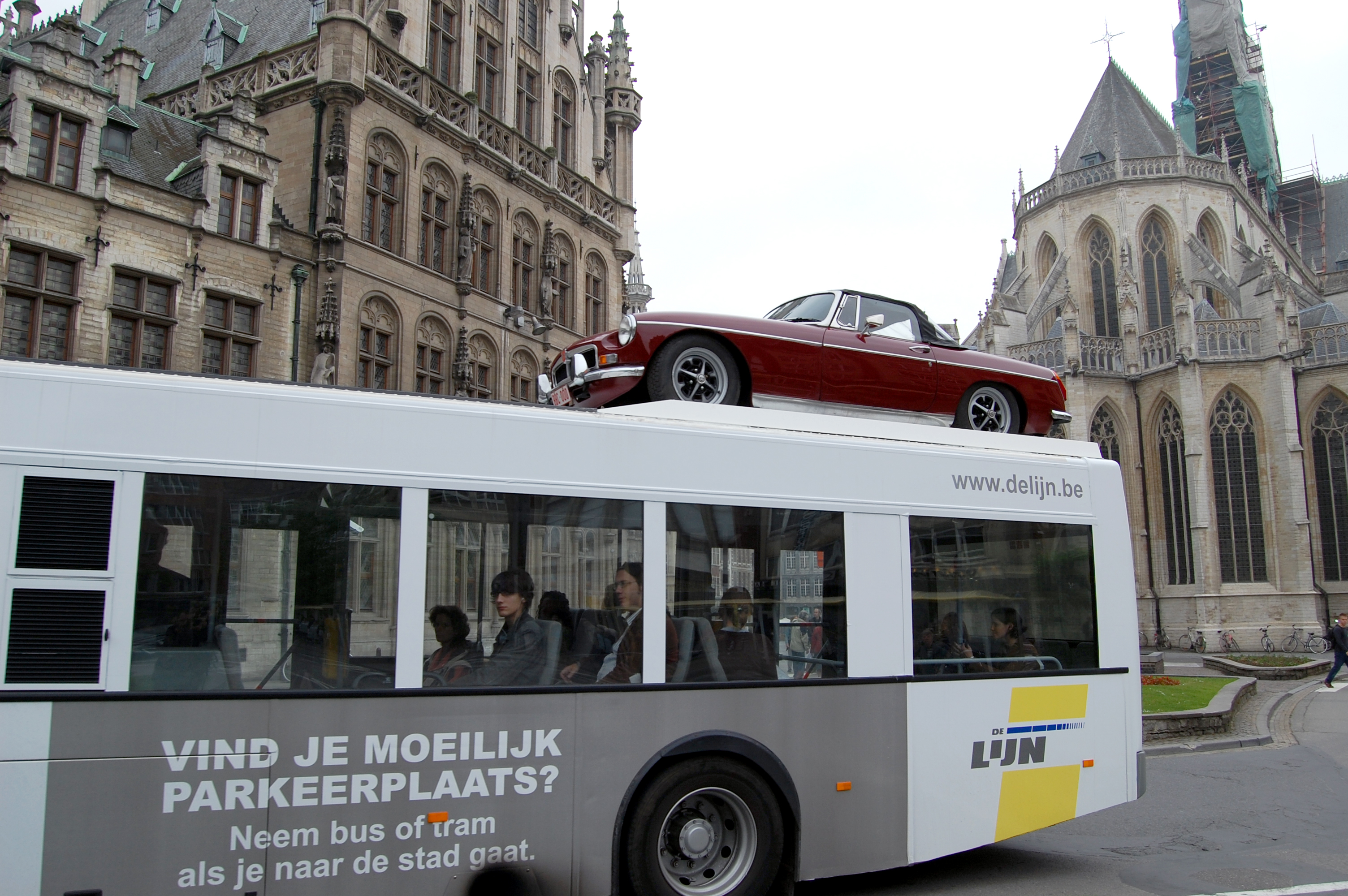
Vervoersmaatschappij De Lijn promoot het openbaar vervoer met een auto op een bus

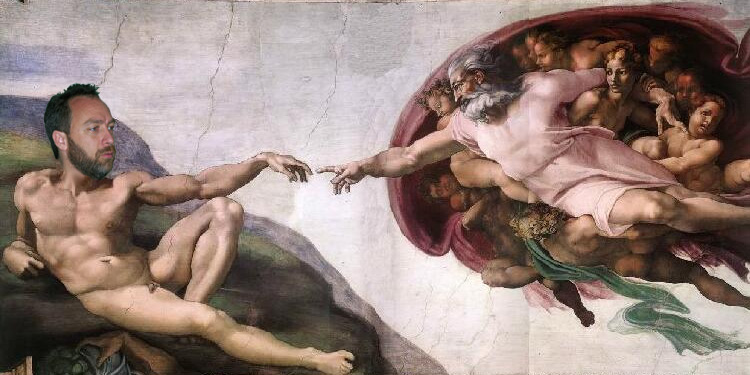
De schepping van Jimbo Wales

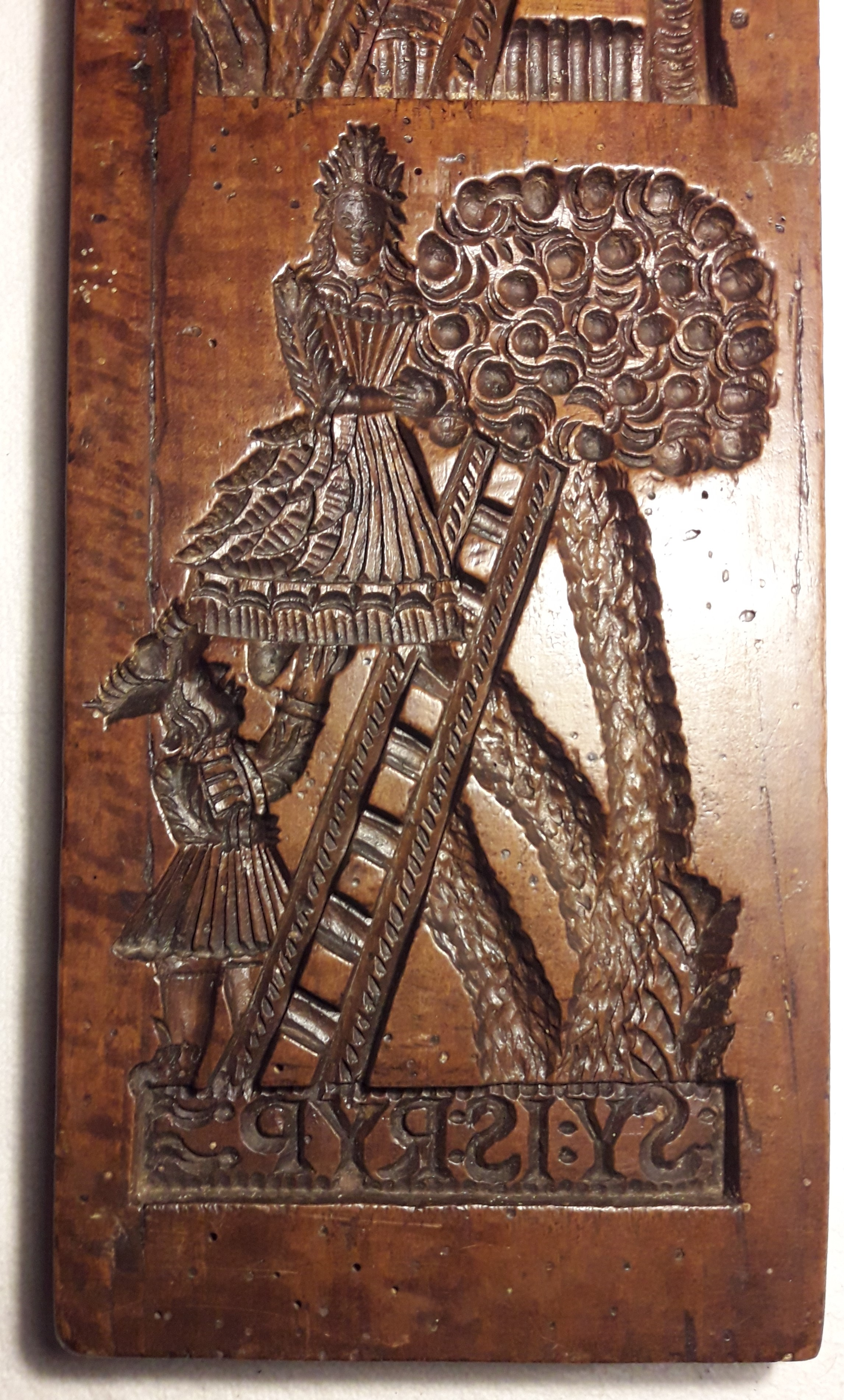
SY IS RYP, koekplank met humoristische dubbelzinnige voorstelling

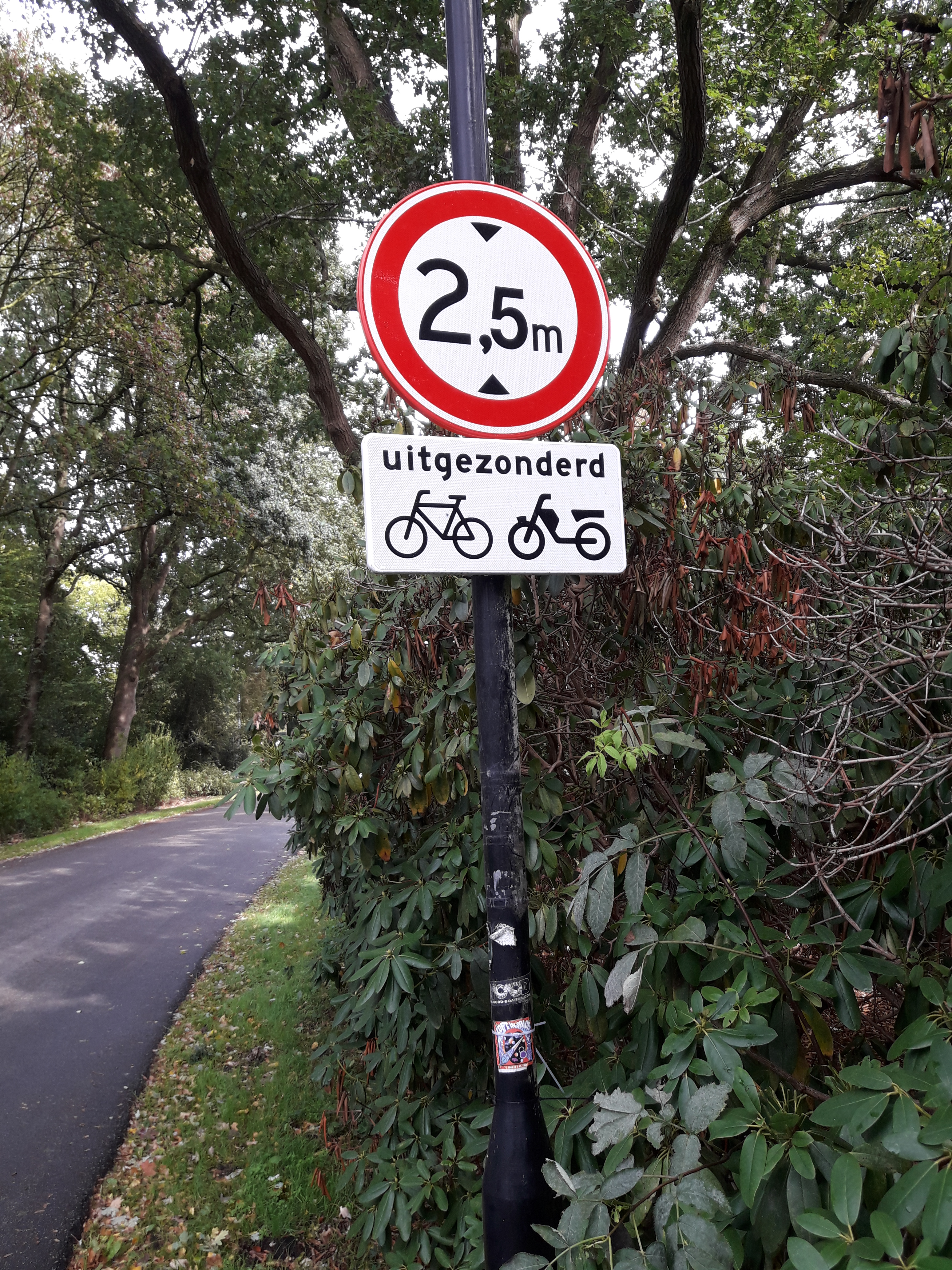
Onzinnige combinatie van verkeersborden

### Verbalehumor
- Droge humor
- Stijlfiguren volgens de basiscategorieën 
  - toevoeging, ook wel in de vorm van herhaling, uitbreiding
  - verkorting, weglating
  - overdracht of transfer
  - permutatie, uitwisseling, vervanging
    - Cynische grappen
    - Hyperbool of overdrijving
    - Ironie of spotternij
    - Oxymoron
    - Parabool of understatement
    - Sarcasme
    - Zeugma
- Grap of mop
- Grappige accenten, dialecten, versprekingen of spraakgebreken, waaronder stotteren
- Non sequitur of drogreden of iets anders zeggen dan bedoeld is
- Oneliner
- Woordspeling

### Non-verbalehumor
- Gelaatsexpressies die zeer overdreven zijn door het trekken van grappige gezichten (Jerry Lewis), ofwel juist subtiel, door ernstig te blijven te midden van hilarische situaties (Buster Keaton)
- Overdreven en onverwachte bewegingen en gebaren
- Practical joke: iemand met opzet in een grappige situatie lokken (verborgen camera, 1 aprilgrappen)
- Slapstick (Charlie Chaplin, Jerry Lewis, Laurel & Hardy, Benny Hill)
- Slapstick die gewelddadig, iets bloederiger en pijnlijker is (The Young Ones, South Park)

### Humor die zowel verbaal als non-verbaal kan zijn
- Absurdisme (The Marx Brothers, Monty Python)
- Antihumor: grappen zonder pointe (Monty Python)
- Geveinsde domheid
- Karikatuur
- Parodie, persiflage of imitatie
- Platte humor: poep- en pieshumor en sekshumor
- Satire
- Sketches
- Spot
- Typetjes
- Zelfspot
- Zwarte humor
- Onbedoelde humor: vaak lachwekkend overkomende zaken die echter door de makers zelf niet zo bedoeld zijn (Alles kan beter, Mystery Science Theater 3000)

### Landgebonden humor
Met "Britse humor" wordt een vorm van humor aangeduid die typisch wordt geacht voor het Britse volk en vaak te zien is in Britse komische films en series. Over het algemeen worden zelfspot, ironie, sarcasme, droge humor, zwarte humor, verbale humor, absurdisme, excentrieke personages, hyperbolen en anti-establishment-humor als typisch voor Britse humor gezien. Vaak aangehaalde voorbeelden hiervan zijn programma's als Absolutely Fabulous, Blackadder, Fawlty Towers, Monty Python's Flying Circus, The Office en Keeping up apperances. Desondanks bestaat er ook veel Britse comedy die meer gestoeld is op onderbroekenlol, non-verbale humor, slapstick en seksuele insinuaties en dubbelzinnigheden, zoals in 'Allo 'Allo!, Are You Being Served?, Carry On, Mr. Bean en The Benny Hill Show.
In veel komedies die binnen de Verenigde Staten hun oorsprong vinden, wordt gebruikgemaakt van humor waar in sommige kringen op wordt neergekeken. Dit betreft visuele humor, overdreven gezichtsexpressies, onderbroekenlol, parodie, poep-en-pieshumor, sekshumor, slapstick,  karikaturale en stereotype typetjes, grappen waarbij een personage iets beweert en dan een seconde later juist het tegenovergestelde doet van wat hij gezegd had en grappige situaties die teren op de aanwezigheid van een bekende Hollywood-ster of tekenfilmachtige grappen. 
Ironie, sarcasme, satire, woordspelingen, zelfspot en zwarte humor zijn in de VS niet zo populair, al bestaan er ook uitzonderingen. Dit is het geval bij Woody Allen en in producties als The Simpsons, Looney Tunes, Married With Children, The Daily Show en All in the Family. 
De VS is ook de bakermat van de stand-upcomedy, die doorheen de jaren veel komieken heeft voortgebracht die gebruikmaken van gewaagdere humor, zoals Bob Hope, Lenny Bruce, George Carlin, Eddie Murphy, Bill Hicks en Richard Pryor. 
Amerikaanse humor is doorgaans sentimenteler, met grappen die niet al te veel mensen kwetsen, sympathieke personages, een veilige, gezellige sfeer en af en toe ook ernstige, gevoelige momenten. Voorbeelden hiervan zijn I Love Lucy, Happy Days, Will & Grace, Family Matters, The Cosby Show, The Naked Gun, Dude, Where's My Car?, Home Alone, Jim Carrey, Meet the Parents en Scary Movie. 
De lachband die in veel Amerikaanse sitcoms erg nadrukkelijk aanwezig is, is een aspect dat mede heeft gezorgd voor de pejoratieve bijklank van "Amerikaanse humor". Sinds de jaren 2000 neemt het aantal Amerikaanse sitcoms die zonder lachband of zonder studiopubliek worden opgenomen toe, zoals het geval is bij Malcolm in the Middle en de Amerikaanse versie van The Office. Het gegeven dat Amerikaanse sitcoms en filmkomedies meestal zo lang mogelijk worden voortgezet in sequels en nieuwe seizoenen komt de kwaliteit niet altijd ten goede.
Men mag niet uit het oog verliezen dat veel Amerikaanse en Britse humor vanwege de woordspelingen en verwijzingen naar de cultuur uit deze landen voor niet-Engelstaligen niet altijd volledig begrijpbaar zijn. 
Waar zgn. Britse humor heel vaak handelt over grappige situaties, wordt bij "Franse humor" eerder gewerkt met woordspelingen, homoniemen, taalkundige spitsvondigheden, dubbelzinnigheden van de taal, enz. Atypisch hiervoor is bijvoorbeeld de Franse filmmaker Jacques Tati, die in zijn films voornamelijk Engelse humor (situationeel) gebruikt.

## In de media

### Strips en tekenfilms
Er bestaat ook een groot aantal humoristische strips, waarvan een deel verfilmd is, deels vertaald in het Nederlands en in andere talen. Paling en Ko is een stripreeks van Spaanse origine. Pol is van Deense origine. Asterix, Iznogoedh en Kuifje hebben hun bakermat in Frankrijk. Vanuit Engeland werden Bessie Turf en Billie Turf bekend. Vanuit de Verenigde Staten was dat het geval met Fritz the Cat, Garfield, Krazy Kat, Peanuts, Popeye en Tom en Jerry. Walt Disney creërde onder andere de stripfiguren Mickey Mouse en Donald Duck. De eerste Nederlandse versie van het weekblad Donald Duck kwam op 25 oktober 1952 op de markt en in 2022 bestond dit blad 70 jaar. Tom Poes en Olivier B. Bommel zijn van de hand van de Nederlandse striptekenaar Marten Toonder. Overige strips van Nederlandse bodem zijn Agent 327, De familie Doorzon, De Generaal, Dirkjan en Jan, Jans en de kinderen.
Bravo! was een Belgisch striptijdschrift, dat zowel in het Nederlands als het Frans verscheen. Het weekblad publiceerde tevens Amerikaanse stripreeksen, zoals Felix de Kat, Hägar de Verschrikkelijke en The Katzenjammer Kids. Na De avonturen van Kuifje vormt de stripreeks Kwik en Flupke de langst lopende reeks die de Belgische tekenaar Hergé ooit getekend heeft. Vlaamse stripreeksen van Marc Sleen zijn onder andere De Lustige Kapoentjes, Nero en Piet Fluwijn. Willy Vandersteen is het meest bekend als geestelijke vader van Suske en Wiske. Van zijn hand is ook Bessy en De familie Snoek. De Smurfen zijn bedacht door de Belgische striptekenaar Peyo. Verder zijn Cowboy Henk, De Kiekeboes, Guust, Kabouter Wesley, Lucky Luke, Piet Pienter en Bert Bibber van Vlaamse oorsprong. 

### Poppenspelers
Een bijzonder soort humor in tal van varianten wordt gepresenteerd door poppenspelers.

### Muziek
Humoristische liedjes kunnen noveltynummers zijn die een grappig verhaaltje vertellen. Dit is het geval bij carnavalskrakers die een parodie kunnen zijn op een bestaand liedje of satirische maatschappijkritiek leveren. Veel cabaretiers en komieken hebben komische nummers opgenomen die meestal dankzij hun naamsbekendheid grote hits werden. In Nederland valt hierbij onder meer te denken aan André van Duin en Vader Abraham. Sammy Davis jr. voerde tijdens zijn concerten vaak grappige imitaties of sketches op. 
De lijst van bekende komische muzikale artiesten breidt zich onafgebroken uit. In België en Nederland zijn dat op een breed vlak onder meer Belgian Asociality, The Clement Peerens Explosition, Annie Cordy, De Gantwerp Rappers, De Heideroosjes, Kamagurka, Katastroof, De Kommeniste, Frans Lamoen, Paul de Leeuw, Robert Long, De Nieuwe Snaar, Normaal, Sjef van Oekel, Drs. P, Ome Henk, Osdorp Posse, De Strangers, Hans Teeuwen, Urbanus, Van Kooten en de Bie, Vuile Mong en zijn Vieze Gasten.
Buiten Nederland valt te denken aan Louis Armstrong, The Barron Knights, The Beatles, Bloodhound Gang, The Bonzo Dog Band, Victor Borge, Bourvil, Les Charlots, Richard Cheese,Maurice Chevalier, George Clinton,The Coasters, Eminem, Gracie Fields, George Formby, The Fugs, William S. Gilbert & Arthur Sullivan, Neil Innes, Spike Jones, Tom Lehrer, Liam Lynch,Madness, Chico Marx, Harpo Marx, Napoleon XIV, Randy Newman, Psychostick, Monty Python, The Residents, The Rutles, Henri Salvador, Erik Satie, Ray Ventura, "Weird Al" Yankovic,    Frank Zappa, 10cc. 